# Coromandel Range
Die Coromandel Range ist ein Gebirgszug zerklüfteter Berge, der sich fast über die gesamte Länge der Coromandel Peninsula auf der Nordinsel von Neuseeland erstreckt.

## Geographie
Die Coromandel Range erstreckt sich über 85 km in einer Nord-Süd-Ausdehnung fast über die gesamte Halbinsel der Coromandel Peninsula. An der Westküste steil ansteigend, flacht die Bergkette nach Osten zunehmend ab. An ihrer breitesten Ausdehnung misst sie rund 25 km. Die Höchste Erhebung der Coromandel Range stellt der 13 km östlich von Thames liegende Kaitarakihi mit 852 m dar.
Die Coromandel Range gehört zu einem Netz verschiedener Höhen- und Gebirgszüge, die sich wie ein Rückgrat über die Nordinsel ziehen. Nördlich der Coromandel Range verläuft die Moehau Range bis zum nördlichen Ende der Halbinsel. Die dortige höchste Erhebung bildet der Moehau mit 892 m. Die nördlich der Halbinsel im Hauraki Gulf liegende Insel Great Barrier Island bildet gleichsam die nördliche Fortsetzung dieser Berge. Am südlichen Ende der Coromandel Range trennt der Karangahake Gorge die Bergkette von der südlich weiter verlaufenden Kaimai Range.

## Namensherkunft
Der Name Coromandel ist einem Schiff gleichen Namens entlehnt, das 1820 im Coromandel Harbour, etwas südlich der kleinen Stadt Coromandel, anlegte, um Holz der Kauri-Bäume zu laden. An Bord befand sich der Missionar Samuel Marsden, Begründer der ersten christlichen Mission in Neuseeland. Es ist anzunehmen, dass Marsden oder jemand aus seinem Umfeld die Halbinsel und den Ort so benannten. Später wurde die Bergkette als dominanter Teil der Halbinsel nach der Halbinsel benannt.

## Beschreibung
Die Coromandel Range bildet bei entsprechender Wetterlage eine Wetterscheide zwischen der Ost- und der Westseite der Halbinsel, durch den relativ steilen Anstieg der Berge gegenüber der Meeresoberfläche sind die Bergspitzen trotz ihrer vergleichsweise geringen Höhe oft in Wolken verhüllt, während man die Halbinsel bei schönstem Sonnenschein an der Küste umrunden kann.
Die vier Querverbindungen zwischen Ost- und Westseite der Halbinsel über die Berge bieten Ausblick auf eine interessante und ursprüngliche Berglandschaft. Trotz intensivem Holzeinschlag der Kauri-Wälder zu Beginn des 19. Jahrhunderts gibt es in den Bergen gut versteckt noch einige schöne Kauri-Waldgebiete.